# 踊れ
「踊れ」（おどれ）は、日本のレゲエミュージシャン、Micro通算2枚目のシングル。発売元はユニバーサルミュージック。

## 解説
- 前作「“HANA唄”」から10ヶ月ぶりのシングルで、Micro名義としては初のシングル。
- 表題曲の「踊れ」日本テレビ系ドラマ「おせん」の主題歌となり、Micro初のドラマ主題歌になった。
- 「music.jp」CMソング2ヶ月連続は史上初。

## 収録曲
1. 踊れ
  - 作詞・作曲・編曲：Micro、Nagacho、金子ノブアキ
2. Yukiyanagi 雪柳〜We're watching you〜
  - 作詞：Micro／作曲・編曲：Micro、Nagacho
3. 踊れ（Instrumental）
4. Yukiyanagi 雪柳〜We're watching you〜（Instrumental）

## タイアップ
- 日本テレビ系ドラマ「おせん」主題歌（M-1）
- エムティーアイ「music.jp」3月度CMソング（M-2）
- エムティーアイ「music.jp」4月度CMソング（M-1）
- KIDS SAVERテーマソング（M-2）